# Cezary Żołędowski
Cezary Marek Żołędowski – polski politolog, specjalista w zakresie polityki społecznej, doktor habilitowany, profesor uczelni Uniwersytetu Warszawskiego, wykładowca na Wydziale Nauk Politycznych i Studiów Międzynarodowych UW. W latach 2008–2016 dyrektor Instytutu Polityki Społecznej UW. 

## Kariera naukowa
W dniu 25 maja 1988 r. uzyskał stopień doktora nauk humanistycznych w zakresie nauk o polityce na ówczesnym Wydziale Dziennikarstwa i Nauk Politycznych UW. W dniu 27 września 2004 r. uzyskał na tym samym wydziale habilitację w dziedzinie nauk humanistycznych w dyscyplinie nauk o polityce na podstawie dorobku naukowego i pracy Białorusini i Litwini w Polsce, Polacy na Białorusi i Litwie. Uwarunkowania współczesnych stosunków między większością i mniejszościami narodowymi. 
Przez wiele lat należał do kadry naukowo-dydaktycznej Instytutu Polityki Społecznej UW, którym kierował od 2008 do 2016. Po reorganizacji wydziału z 2019 r., w ramach której instytuty zostały zlikwidowane i zastąpione katedrami, znalazł się w zespole Katedry Polityki Społecznej i Ubezpieczeń, gdzie jest zatrudniony na stanowisku profesora uczelni. Wykładał również na Akademii Humanistycznej w Pułtusku. Jest członkiem m.in. Komitetu Nauk o Pracy i Polityki Społecznej PAN, Zarządu Głównego Polskiego Towarzystwa Polityki Społecznej oraz Rady Naukowej Ośrodka Badań nad Migracjami UW. 